# دونالد ريد ووماك
دونالد ريد ووماك (بالإنجليزية: Donald Reid Womack)‏ هو ملحن أمريكي، ولد في 18 مارس 1966.